# Trichomanes
Trichomanes är ett släkte av hinnbräkenväxter. Trichomanes ingår i familjen Hymenophyllaceae.

## Bildgalleri

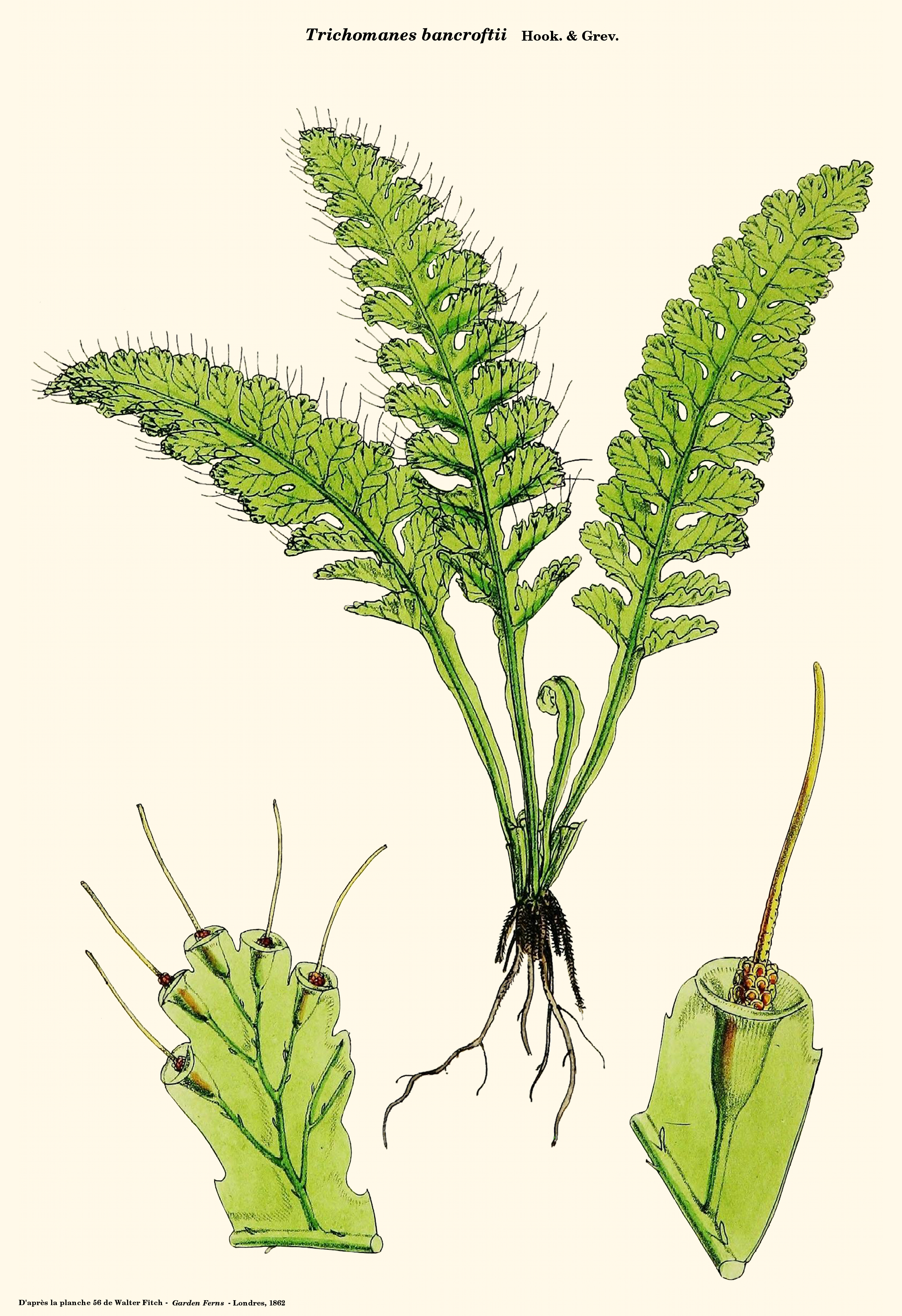
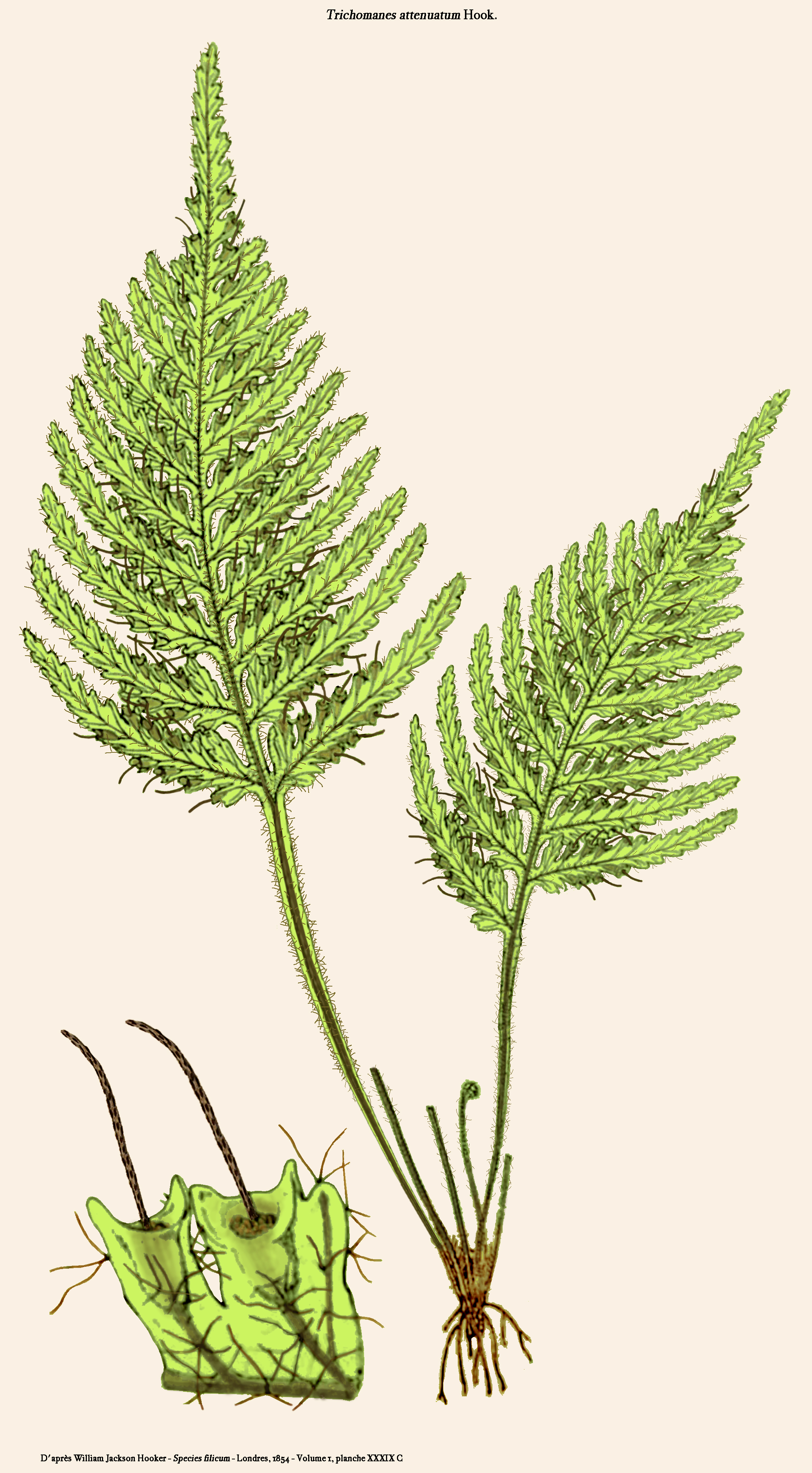
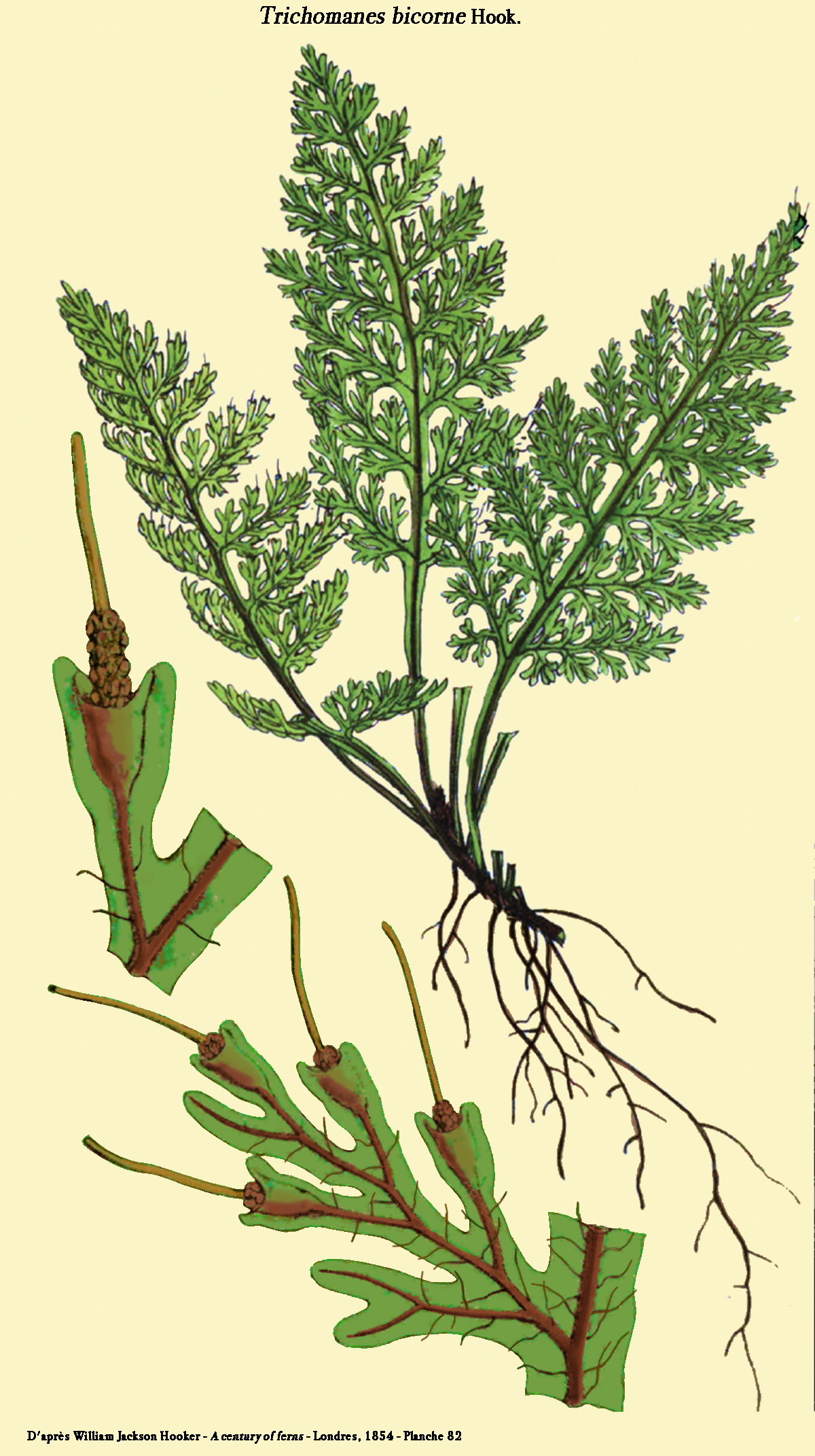
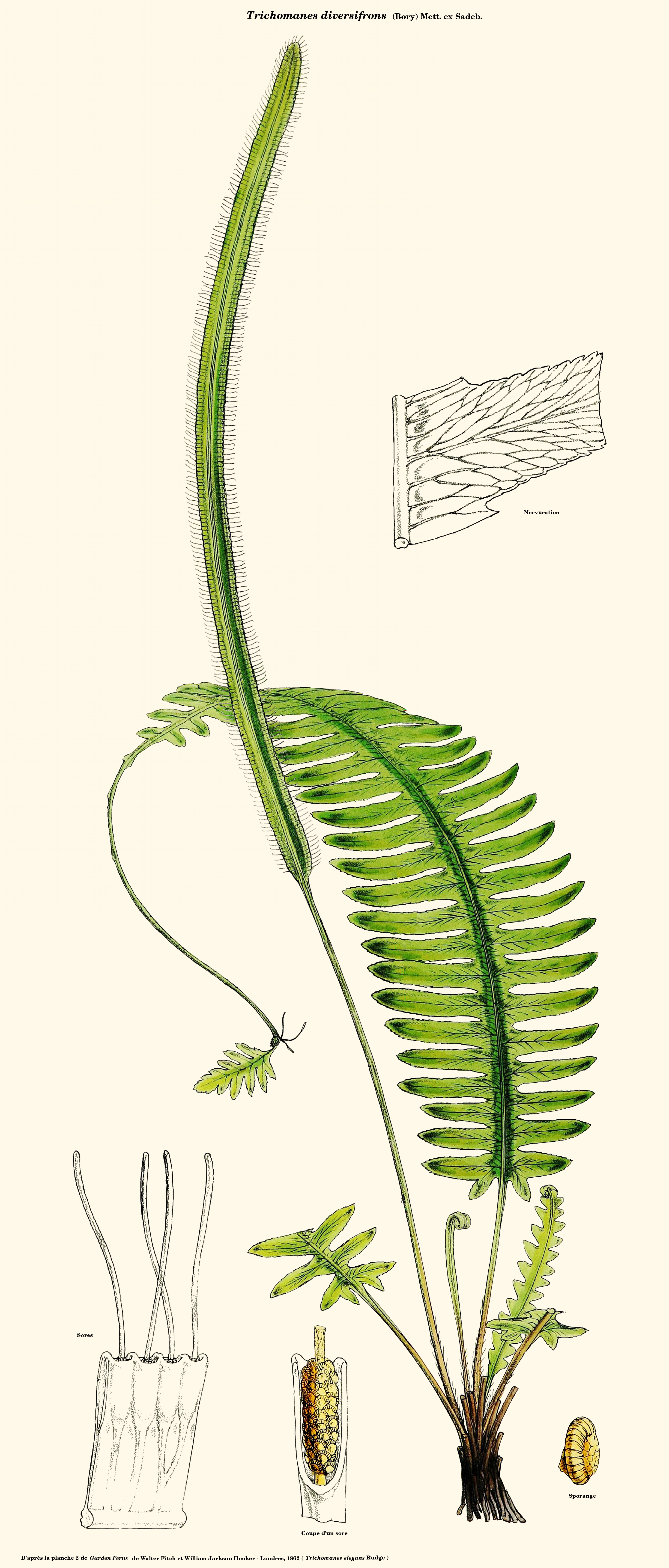
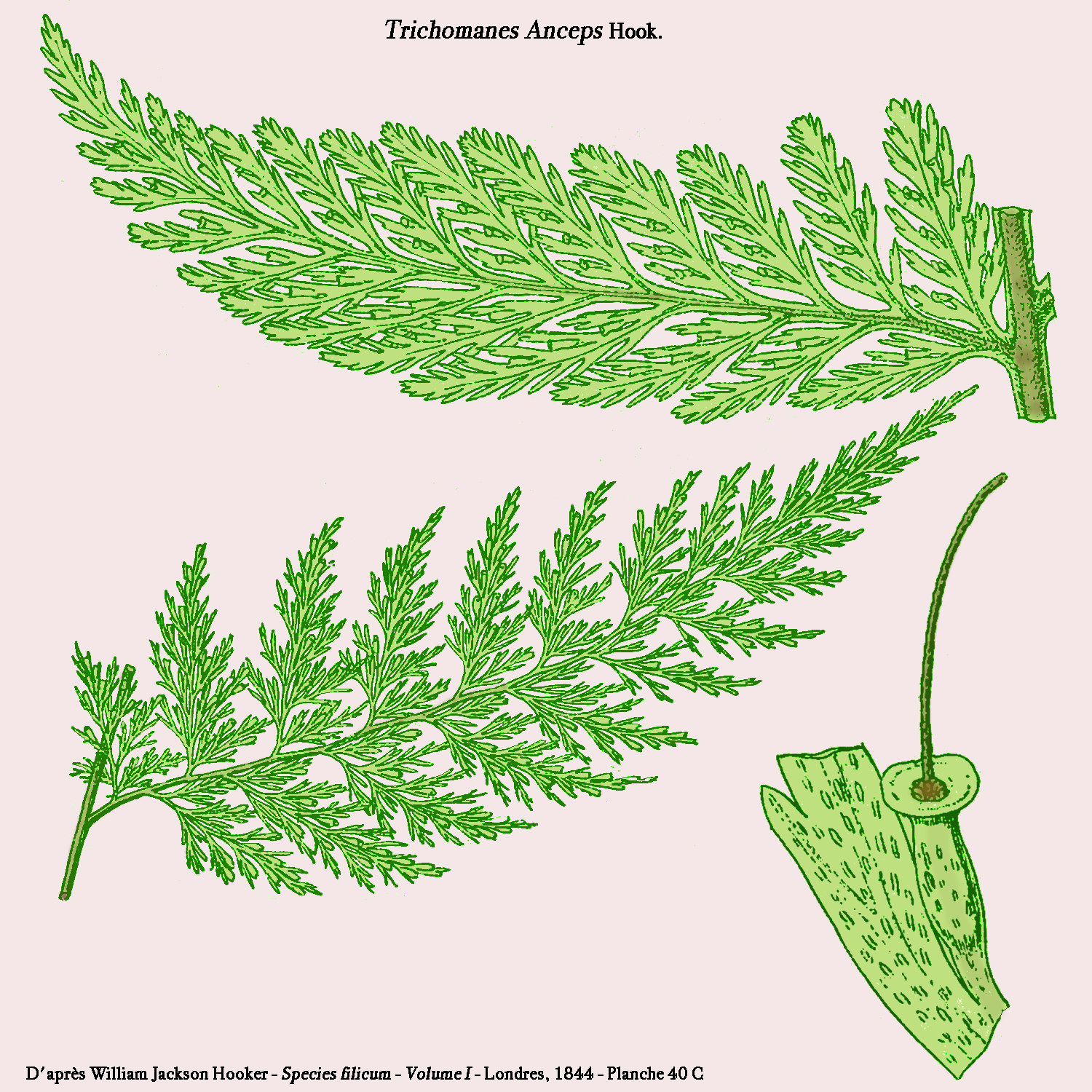
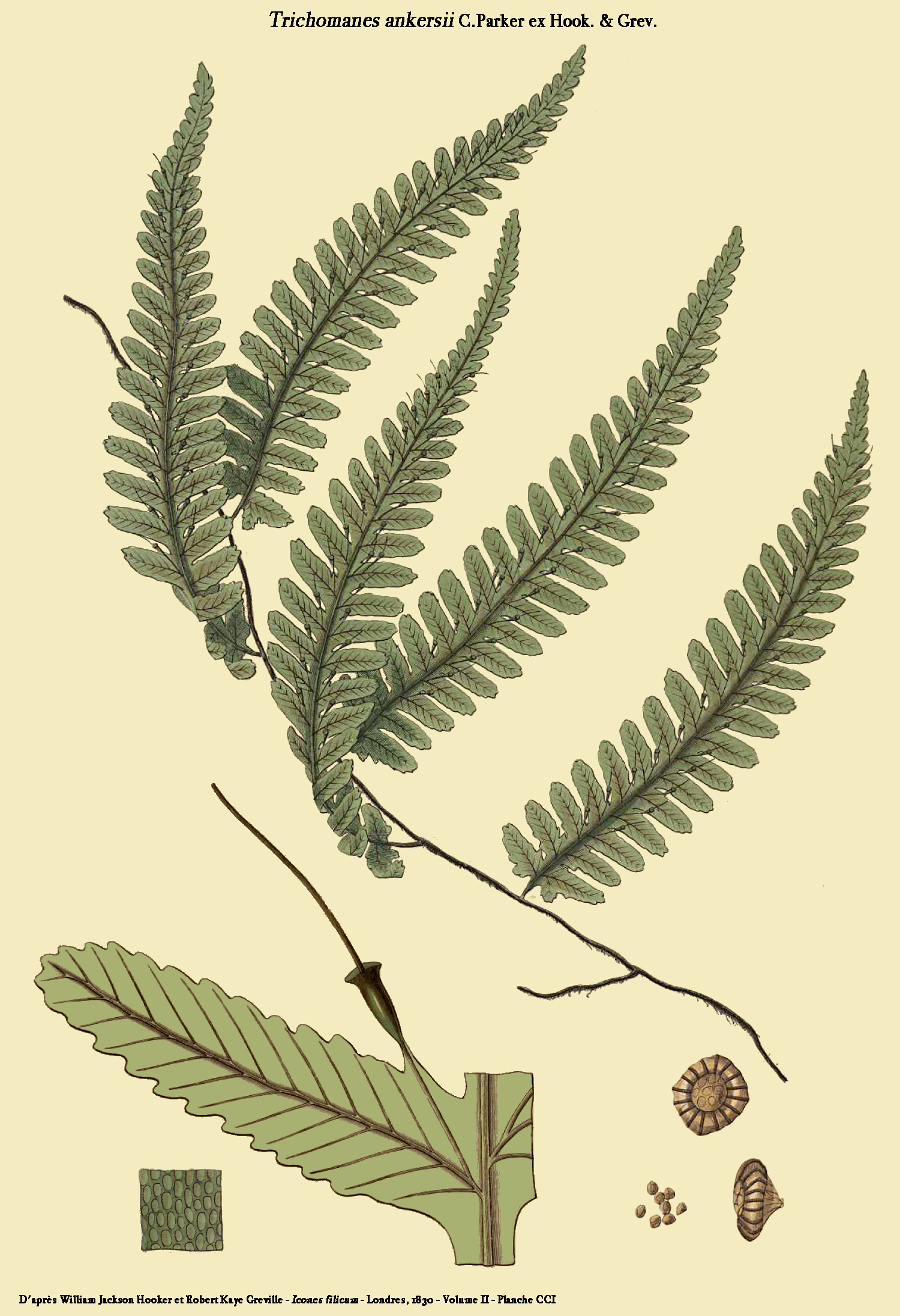

## Dottertaxa tillTrichomanes, i alfabetisk ordning[1]
- Trichomanes accedens
- Trichomanes alatum
- Trichomanes anadromum
- Trichomanes ankersii
- Trichomanes anomalum
- Trichomanes arbuscula
- Trichomanes aureovestitum
- Trichomanes bancroftii
- Trichomanes bicorne
- Trichomanes bissei
- Trichomanes botryoides
- Trichomanes caliginum
- Trichomanes crassipilis
- Trichomanes crinitum
- Trichomanes crispiforme
- Trichomanes crispum
- Trichomanes cristatum
- Trichomanes dactylites
- Trichomanes diversifrons
- Trichomanes egleri
- Trichomanes elegans
- Trichomanes galeottii
- Trichomanes gardneri
- Trichomanes guidoi
- Trichomanes holopterum
- Trichomanes hostmannianum
- Trichomanes humboldtii
- Trichomanes jenmanii
- Trichomanes kalbreyeri
- Trichomanes laciniosum
- Trichomanes lozanoi
- Trichomanes lucens
- Trichomanes ludovicianum
- Trichomanes macilentum
- Trichomanes madagascariense
- Trichomanes martiusii
- Trichomanes micayense
- Trichomanes mougeotii
- Trichomanes murilloanum
- Trichomanes osmundoides
- Trichomanes pachyphlebium
- Trichomanes padronii
- Trichomanes pedicellatum
- Trichomanes pellucens
- Trichomanes pilosum
- Trichomanes pinnatifidum
- Trichomanes pinnatum
- Trichomanes plumosum
- Trichomanes polypodioides
- Trichomanes procerum
- Trichomanes resinosum
- Trichomanes ribae
- Trichomanes robustum
- Trichomanes roraimense
- Trichomanes scandens
- Trichomanes seilowianum
- Trichomanes spruceanum
- Trichomanes steyermarkii
- Trichomanes sublabiatum
- Trichomanes superbum
- Trichomanes tanaicum
- Trichomanes trichopodium
- Trichomanes trigonum
- Trichomanes trollii
- Trichomanes tuerckheimii
- Trichomanes ulei
- Trichomanes vaupesensis
- Trichomanes vittaria